# كوينولين يلو دبليو اس
كوينولين يلو دبليو اس هو خليط من المركبات العضوية المشتقة من صبغة كوينولين يلو اس اس (قابلة للذوبان في الروح). بسبب وجود مجموعات السلفونات، تكون الأصباغ WS قابلة للذوبان في الماء. إنه خليط من الديسلفونات (بشكل رئيسي) والمونوسلفونات والترا سلفونات من 2-(2-كوينوليل)أندان-1،3-ديون مع طول موجة امتصاص قصوى 416 نانومتر.p. 119

## الاستخدامات
يستخدم كوينولين يلو كمادة مضافة للأغذية باللون الأصفر الأخضر في بعض البلدان، وهو مصنف في أوروبا ب
الرقم E104. في الاتحاد الأوروبي وأستراليا، يُسمح باستخدام كوينولين يلو في المشروبات ويُستخدم في الأطعمة مثل الصلصات والزخارف والطلاء. لكن لا يُسمح باستخدام كوينولين يلو كمضاف غذائي مصرح به في كندا أو الولايات المتحدة، حيث يُسمح باستخدامه في الأدوية ومستحضرات التجميل ويُعرف باسم D&C Yellow 10.:461 لا يدرج كوديكس الغذاء هذا المركب كمضاف غذائي.:461

## تأثيرات الصحة
لم يُرتبط كوينولين يلو دبليو اس بأي سمية طويلة الأجل بارزة، وليس له تأثير متغير الجينات أو السرطاني، ولا يوجد أدلة على وجود تأثيرات ضارة على التكاثر أو التطور.  شكلت ألوان الأطعمة بشكل عام موضوع تدقيق كبير لتأثيرها على الصحة.

### سبب محتمل للنشاط الفائق
منذ السبعينيات والدعوة المعلنة لصاحب التأثير الفينغولد بنيامين، كان هناك قلق عام بأن ألوان الطعام قد تسبب سلوكًا يشبه الإضطراب التفاعلي الانتباذي (ADHD) في الأطفال.  أدت هذه المخاوف إلى إجراء الإدارة الأمريكية للأغذية والعقاقير والسلطات الأخرى لسلامة الغذاء بالاستعراض الدوري للأدبيات العلمية، وأدت اللجنة العلمية الفرعية لسلامة الأغذية في المملكة المتحدة إلى تكليف باحثين من جامعة ساوثهامبتون بتقييم تأثير خليط من ستة أصبغة غذائية (تارترازين، ألورا ريد، بونسو 4R، كوينولين يلو دبليو اس، سانسيت يلو وFCF كارمويزين) وبنزوات الصوديوم (مادة حافظة) على أطفال من السكان العام الذين استهلكوها في المشروبات. تم نشر الدراسة في عام 2007.  وجدت الدراسة "احتمال وجود صلة بين استهلاك هذه الألوان الاصطناعية ومادة حافظة بنزوات الصوديوم وزيادة النشاط الفائق" لدى الأطفال. كما قررت اللجنة الاستشارية للمؤسسة العلمية البريطانية التي قيمت الدراسة أنه نظرًا للقيود الموجودة في الدراسة، لا يمكن استنتاج النتائج للسكان العام، وتم توصية بإجراء اختبارات إضافية.
مع مبدأ الحيطة والحذر الأقوى في المجتمع التنظيمي الأوروبي، طُلب تسمية المنتجات وتقليص الحد المسموح به لاستهلاك اليومي المقبول (ADI) لألوان الطعام؛ ودعا الهيئة العلمية لسلامة الأغذية في المملكة المتحدة إلى سحب اختياري للألوان من قِبل مصنعي المواد الغذائية.  ومع ذلك، في عام 2009، أعيد تقييم المؤسسة الأوروبية لسلامة الأغذية البيانات المتاحة وتم تحديد أن "الأدلة العلمية المتاحة لا تدعم وجود صلة بين مضافات الألوان والتأثيرات التي تظهر على السلوك". على أساس أدلة أخرى، قللت المؤسسة الأوروبية لسلامة الأغذية أيضًا الحد المسموح به لاستهلاك اليومي المقبول من 10 إلى 0.5 ملغ/كغ.
لم تُجر الإدارة الأمريكية للأغذية والعقاقير أي تغييرات بعد نشر الدراسة ساوثهامبتون، ولكنها بعد تقديم عريضة من قبل مركز العلم في المصلحة العامة في عام 2008، طالبت الإدارة الأمريكية للأغذية والعقاقير بحظر عدة مواد مضافة للطعام، وبدأت الإدارة الأمريكية للأغذية والعقاقير بمراجعة الأدلة المتاحة ولكن لم تجر تغييرات.
لا تُدعم أي أدلة تدعي بأن ألوان الطعام تسبب عدم تحمل الطعام وسلوك يشبه ADHD في الأطفال.:452 من الممكن أن تعمل بعض ألوان الطعام كمشغل في أولئك الذين يميلون جينياً، ولكن الأدلة ضعيفة.

## روابط خارجية
- freepatentsonline.com - Process for purification of quinoline yellow
- efsa.europa.eu - EFSA updates safety advice on six food colours 091112